# Corregulador de la transcripción
En el campo de la biología molecular, los correguladores de la transcripción son proteínas que interaccionan con factores de transcripción para activar o reprimir la transcripción de genes específicos. Los correguladores de la transcripción que activan la transcripción de un gen son denominados coactivadores, mientras que los que la reprimen son denominados correpresores. El mecanismo de acción de los correguladores de la transcripción consiste en modificar la estructura de la cromatina de modo que el ADN asociado a la región modificada quede en una conformación más o menos accesible para que se produzca la transcripción. Una de las clases de los correguladores de la transcripción modifica la estructura de la cromatina por medio de modificaciones covalentes de las histonas. Una segunda clase depende de la presencia de ATP para modificar la cromatina.

## Acetiltransferasas de histonas
El ADN nuclear se encuentra normalmente enrollado alrededor de las histonas, manteniéndose así inaccesible a la maquinaria transcripcional, lo que impide así la transcripción de ningún gen. A pH fisiológico, el grupo fosfato del esqueleto del ADN se encuentra desprotonado, confiriendo así al ADN una carga neta negativa. Las histonas son ricas en residuos de lisina, los cuales, a pH fisiológico, se encuentran protonados y así, cargados positivamente. La atracción electrostática entre estas cargas opuestas (ADN negativa VS histonas positivas) es la principal responsable de la fuerte unión entre ADN e histonas.
Muchas proteínas coactivadoras presentan intrínsecamente actividad catalítica de histona acetiltransferasa (HAT) o son capaces de reclutar hacia los promotores diana a otras proteínas con dicha actividad. Estas proteínas HAT son capaces de acetilar el grupo amino de la cadena lateral de los residuos de lisina de las histonas, confiriendo así menos basicidad a dichas lisinas con lo que no se mantienen protonadas a pH fisiológico, y neutralizando por tanto las cargas positivas de las histonas. Esta neutralización de cargas debilita la unión al ADN, pudiendo liberarse éste de las histonas y así incrementar significativamente la tasa de transcripción de los genes situados en esa región cromosómica.
Muchos correpresores pueden reclutar enzimas con actividad histona deacetilasa (HDAC) hacia los promotores diana. Estas enzimas catalizan la hidrólisis de los residuos de lisina acetilados restaurando así la carga positiva de las histonas y de este modo, la unión de éstas con el ADN. La proteína PELP-1 puede actuar como correpresor transcripcional de factores de transcripción de la familia de receptores nucleares tales como los receptores de glucocorticoides.

### Coactivadores de receptores nucleares
Los receptores nucleares se unen a los coactivadores de un modo dependiente de ligando. Una característica común de los coactivadores de receptores nucleares es que contienen uno o más motivos LXXLL (una secuencia de 5 aminoácidos donde L es leucina y X cualquier aminoácido) que son referidos como cajas NR (receptor nuclear). Mediante estudios de cristalografía de rayos X se ha podido demostrar que los motivos LXXLL se unen a un surco en la superficie del dominio de unión a ligando de los receptores nucleares. Como ejemplos de coactivadores cabe destacar:
- ARA (proteína asociada al receptor androgénico)
  - ARA54 (HGNC RNF14 )
  - ARA55 (HGNC TGFB1I1 )
  - ARA70 (HGNC NCOA4 )
- BCAS3 (secuencia amplificada de carcinoma de pecho 3)
- CREBBP
- CRTC (coactivador de la transcripción regulado por CREB)
  - CRTC1 (HGNC CRTC1 )
  - CRTC2 (HGNC CRTC2 )
  - CRTC3 (HGNC CRTC3 )
- CARM1 (arginina metiltransferasa asociada a coactivador 1) HGNC CARM1
- Coactivador de receptores nucleares (NCOA)
  - NCOA1/SRC-1 (coactivador de receptor de esteroides 1)/ HGNC NCOA1 
  - NCOA2/GRIP1 (proteína de interacción con el receptor de glucocorticoides 1)/ TIF2 (factor de transcripción intermediario 2) HGNC NCOA2 
  - NCOA3/AIB1 (amplificado en pecho) HGNC NCOA3 
  - NCOA4/ARA70 (proteína 70 asociada al receptor androgénico) HGNC NCOA4 
  - NCOA5 (HGNC NCOA5 )
  - NCOA6 (HGNC NCOA6 )
  - NCOA7 (HGNC NCOA7 )
- p300 HGNC EP300
- PCAF (p300/factor asociado a CBP) HGNC PCAF [5]
- PGC1 (coactivador 1 del receptor gamma activado por proliferadores)
  - PPARGC1A (HGNC PPARGC1A )
  - PPARGC1B (HGNC PPARGC1B )
- PNRC (coactivador 1 de receptores nucleares ricos en prolina)
  - PNRC1 (HGNC PNRC1 )
  - PNRC2 (HGNC PNRC2 )

### Correpresores de receptores nucleares
Los correpresores son proteínas que también se unen a la superficie de los dominios de unión a ligando de los receptores nucleares, pero por medio de un motivo LXXXIXXX(I/L) (una secuencia de aminoácidos donde L es leucina, I es isoleucina y X cualquier aminoácido). Además, los correpresores se unen preferentemente a la forma apo (no unida al ligando) de los receptores nucleares. Como ejemplos de correpresores cabe destacar:
- CtBP 602618 HGNC SIN3A  (asociado a las histona deacetilasas de clase II)
- LCoR (correpresor dependiente de ligando)
- Correpresor de receptores nucleares (NCOR)
  - NCOR1 (HGNC NCOR1 )
  - NCOR2 (HGNC NCOR2 )/SMRT (Silenciador mediador (correpresor) para receptores retinoides y de hormonas tiroideas)(asociado con la histona deacetilasa 3[3])
- Proteína del retinoblastoma HGNC RB1  (asociado con la histona deacetilasa 1 y 2)
- RCOR (correpresor de REST)
  - RCOR1 (HGNC RCOR1 )
  - RCOR2 (HGNC RCOR2 )
  - RCOR3 (HGNC RCOR3 )
- Sin3
  - SIN3A (HGNC SIN3A )
  - SIN3B (HGNC SIN3B )
- TIF1 (factor de transcripción intermediario 1)
  - TRIM24 (HGNC TRIM24 )
  - TRIM28 (HGNC TRIM28 )
  - TRIM33 (HGNC TRIM33 )

### Proteínas bifuncionales (activador/represor)
- NSD1 (HGNC NSD1 )
- PELP-1 (proteína 1 rica en prolina, ácido glutámico y leucina) HGNC PELP1
- RIP140 (proteína 140 relacionada con receptor) HGNC NRIP1

## Factores de remodelación dependientes de ATP
- Familia SWI/SNF
- Complejo remodelador de la cromatina (RSC)
- Proteína ISWI HGNC SMARCA1 , HGNC SMARCA2